# 白俄羅斯希臘禮天主教會
白俄羅斯希臘禮天主教會（拉丁語：Ecclesiae Graecae Catholico Belarusica）是天主教會的一部分，為拜占庭禮儀式傳統的一個分支，是東儀天主教會的23個成員之一。該教會與天主教會完全共融，並直屬羅馬教廷。

## 歷史

於1573年，在波蘭立陶宛聯邦的宗教：

### 早期教會
最初，只有白俄羅斯一部分地區的拜占庭禮信徒，因為布雷斯特聯盟（1595年至1596年），而與天主教會完全共融。同時他們也可以保留在禮儀中使用的斯拉夫語。於1700年烏克蘭的信徒都加入聯盟中，但白俄羅斯信徒仍然佔該組織的一半。根據一名歷史學家在1795年的資料，在白俄羅斯有80%基督徒是希臘禮天主教、14%是天主教和8%是東正教。

### 俄帝國統治

於1750年，在波蘭立陶宛聯邦的宗教：

在1795年3月，白俄羅斯成為俄羅斯帝國的一部分。而當時的白俄羅斯有1,553名神父、2,603個堂區和1,483,111名信徒，改由俄羅斯正教會所管理。但與根據另一個來源有矛盾的地方，因為另一來源表示，在1772年，俄羅斯正教會只是接管了「800個堂區以上」。這意味著有許多神父和信徒，仍然與天主教共融。
在1830年至1832年期間，俄羅斯帝國發生十一月起義，但革命失敗告終。後來，在白俄羅斯出現清洗天主教貴族在社會的影響力的活動。這樣，使三名主教和21名神父，於1839年2月召集其他白俄羅斯主教舉行主教會議。並於同年3月25日正式舉行會議。另外，有1,600,000名基督徒和約1,350 至2,500名神父，正式加入俄羅斯正教會。然而，仍然一些司鐸和信徒拒絕加入東正教會。在19世纪40年代，俄羅斯當局將東正教定為國教，其他宗教全定為非法。同時，還分配了大部分財產給東正教會。而有一些神父也因此而移居到奧地利的加利西亞。而其他的就選擇了留在白俄羅斯，但在秘密的情況下繼續信天主教。
直到1905年，沙皇尼古拉二世才容許宗教自由。多達23萬名 白俄羅斯人希望可以再次與天主教共融。但由於政府拒絕讓他們形成一個拜占庭禮天主教社區，他們就改用拉丁禮，並正式進入天主教。

### 一戰後及蘇聯統治
第一次世界大戰後，白俄羅斯的西部地區被列入重組後的波蘭。而這個地區居住了約3萬名，在不到一個世紀前由正教會改宗天主教的拜占庭禮信徒後裔。於1931年，教廷任命一名主教，作為宗座視察員（英語：Apostolic Visitator）。在1939年，前蘇聯吞併了白俄羅斯的西部地區。於1940年5月，教廷任命一名主教，來帶領白俄羅斯拜占庭禮的信徒。但他在兩年後，被前蘇聯捉了，並被送到集中營中度過餘生。
雖然從那時候起，羅馬教廷對於在白俄羅斯的拜占庭禮天主教徒，的資料非常少。但仍然有一些難民建立了一些社區在：西歐的巴黎、倫敦和魯汶，及美國的部分地區，特別是在芝加哥。在1947年，一位名為Leo Haroshka的神父開始在巴黎發行一份牧靈和文化的期刊，英語名為：Bozhym Shliakham、白俄羅斯語：Божым Шляхам。而它也於1960年至1980年，在倫敦出版。另外，在倫敦一名神父在1970年代時，開始將拜占庭禮的文本翻譯成白俄羅斯語。這使白俄羅斯的希臘禮天主教堂區，可以在1990年代使用本地語言舉行禮儀。.教廷在1960年代開始，任命設立一名宗座視察員，管理在白俄羅斯國外的白俄羅斯希臘禮信徒。

### 80年代後

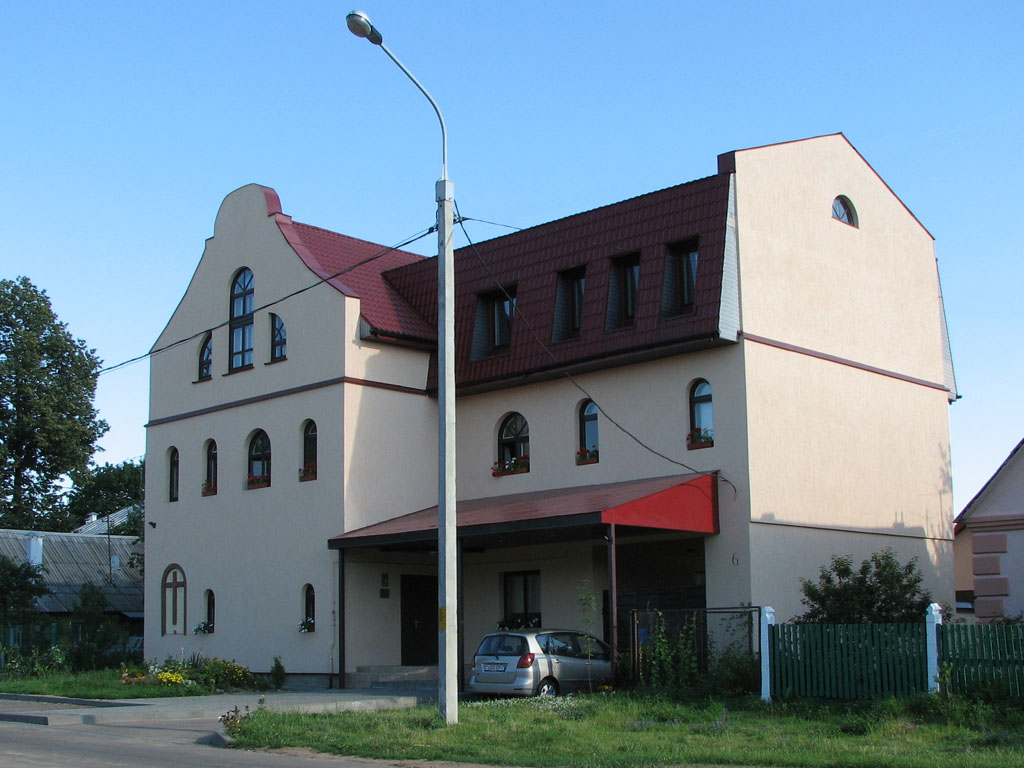
在明斯克的希臘禮天主教聖若瑟中心

於1980年代，明斯克的知識分子逐漸增加在希臘禮天主教會的活動。後來，在1989年秋天，一群明斯克的年輕知識分子，決定出版一份名為工會（Unijia）的期刊，從而促進希臘禮天主教會的發展。由於在1986年發生切爾諾貝爾核事故，一名神父在1900年為受到影響的白俄羅斯人，提供了人道援助。而當中有大量是希臘禮天主教的青年人。在同年的3月11日，他在明斯克慶祝首次在禮儀中，使用本地語言。而在兩天後的3月13日，Unijia的編輯會議上決定，首次在拉脫維亞印刷和發行。
1990年9月，自從第二次世界大戰以來首次有希臘禮天主教堂區得到註冊。另外，揚馬神父（英語：Jan Matusevich）在1991年初開始，在自己的住所舉行禮儀。後來，他被任命負責管理在白俄羅斯內的所有希臘禮天主教堂區，一直到他1998年去世為止。
在1992年，三名神父和兩名執事慶祝拜占庭禮天主教會在白俄羅斯。同年，白俄羅斯國立大學的一項調查發現，約有1萬名明斯克市民，成認自己是希臘天主教徒。從而推斷全國有12萬名白俄羅斯成認自己是希臘禮天主教徒，而當中有大量是知識分子和青年。但由於缺乏神父和教堂，使沒有一個正式的教會統計。

## 現況

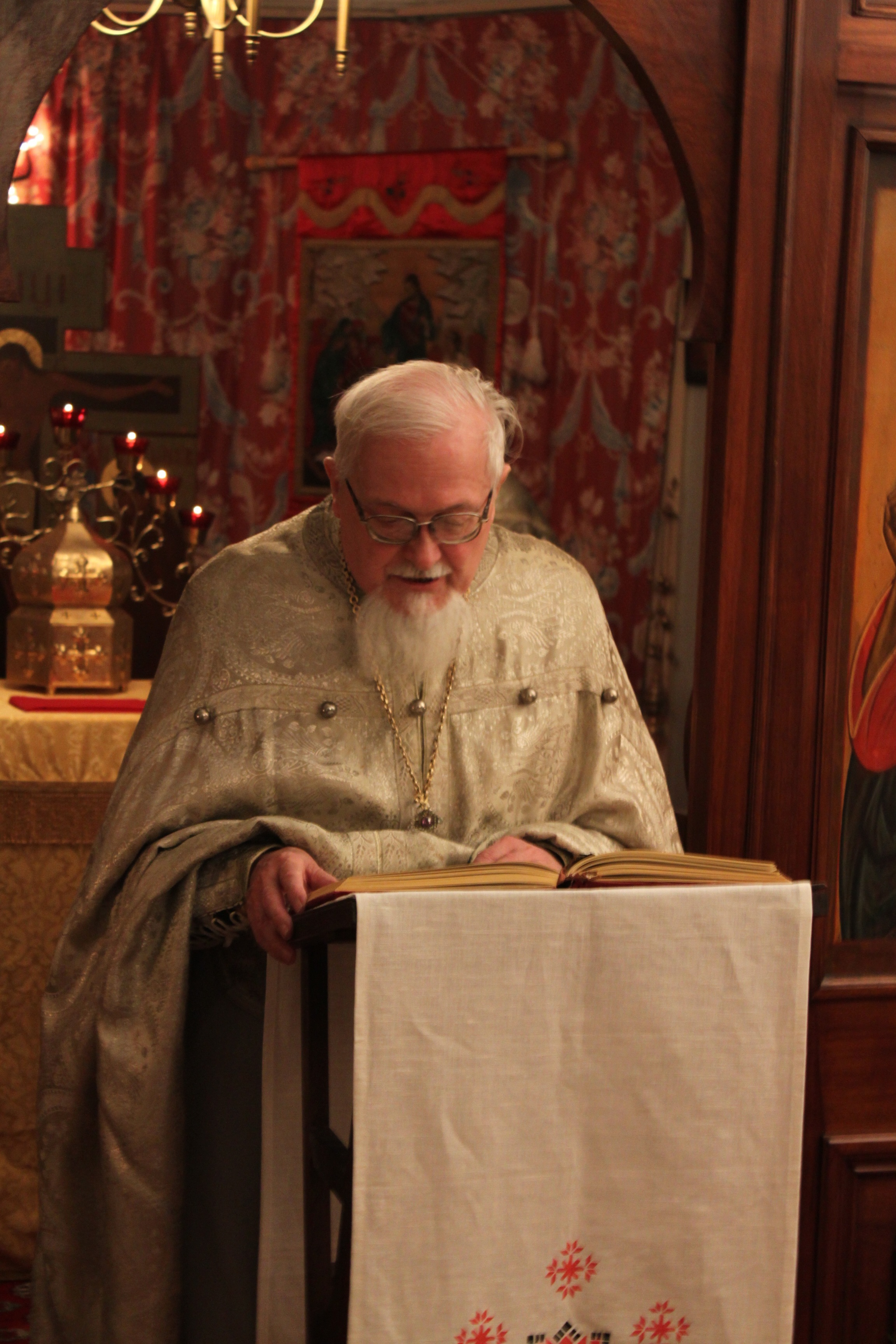
亞歷山大·拿特臣宗座視察員

現時，白俄羅斯希臘禮天主教會沒有建立聖統制。神職人員和信徒主要分佈在白俄羅斯，並由當地教區所牧養。根據2005年初的資料，該會有20個堂區，而其中的13個已經獲得了認可。直到2003年，以下三個地區已經設立了兩個拜占庭禮的堂區：明斯克、波洛茨克和維捷布斯克。而設立了一個堂區的地區有：布列斯特、格羅德諾、莫吉廖夫、莫洛傑奇諾和利達。而其中有大約3,000名活潑信徒，也有約4,000人住在田園地區的堂區中。在波洛茨克有一所修道院住了10位神父和15位修士。
在白俄羅斯境外的希臘禮天主教徒人數有大約2,000人。由亞歷山大·拿特臣（英語：Alexander Nadson）為宗座視察員負責管理，而它的行政中心設在英國倫敦和比利時安特衛普（在2003年設立）

## 來源
- 倫敦白俄羅斯希臘禮天主教使命
- 白俄羅斯的希臘禮天主教歷史 由Alexander Nadson
- 在19世紀，東儀天主教會的歷史和它的政教分離 （页面存档备份，存于）
- Oriente Cattolico (梵蒂岡: 東方教會部, 1974年)
- Annuario Pontificio
- Ronald Roberson, CSP; 東方基督教教會: 簡短調查(第6版); 1999年; Edizioni Orientalia Christiana, Pontificio Istituto Orientale; Rome, Italy; ISBN 88-7210-321-5
- Archimandrite Siarhiej Hajek: 白俄羅斯希臘禮天主教會昨天和今天 (Greek translation published in instalments on Καθολική (Athens), beginning with the issue of 25 July 2006)
- 1780—1800-я гады: рэлігійная канверсія беларускіх уніятаў